# Castanopsis sieboldii
Espèce
Castanopsis sieboldii est une espèce d'arbres sempervirents du genre Castanopsis au sein de la famille des Fagaceae.

## Description

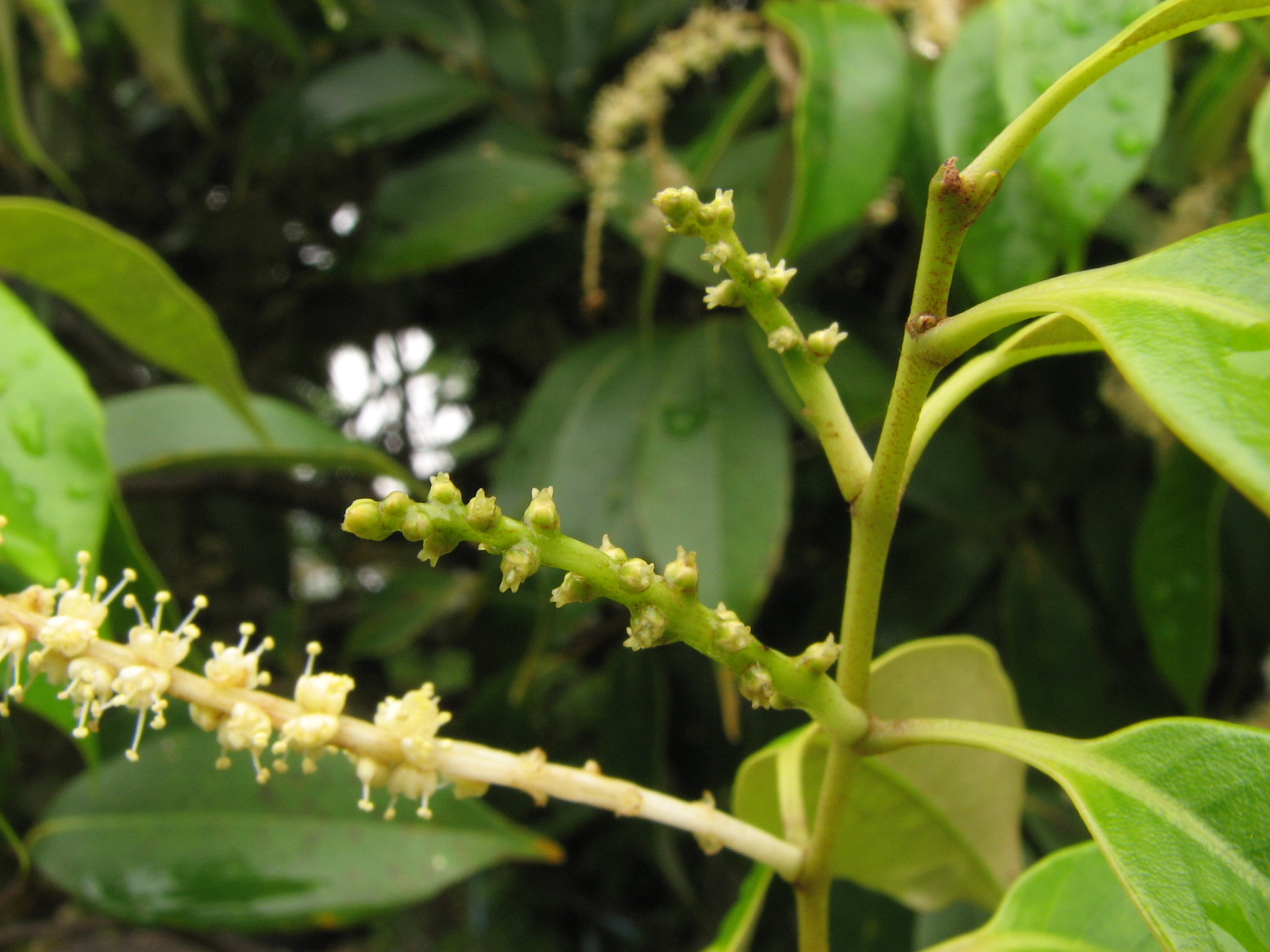
Inflorescence mâle (à gauche, pâle) et femelle (au centre, verte)
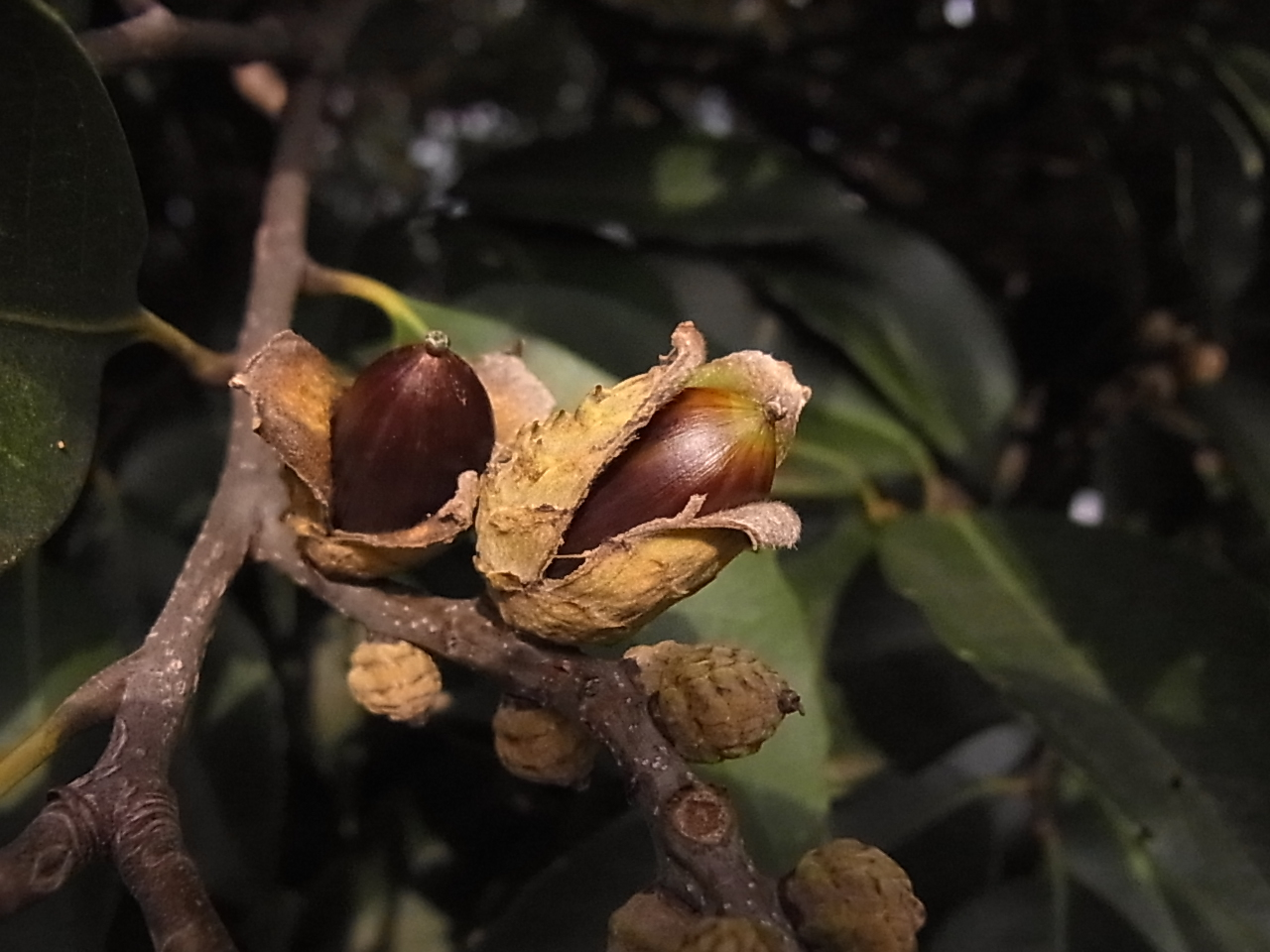
Fruits

Ces arbres de 15 à 20 m de hauteur[réf. nécessaire] et avec un diamètre de tronc de 1 à 1,5 m[réf. nécessaire] présentent de nombreuses caractéristiques typiques des Fagaceae.
Ses feuilles, généralement persistantes et coriaces, possèdent une cuticule bien développée.
La floraison a lieu au début de l'été. Les fleurs sont unisexuées. Les fleurs mâles jaunes sont des chatons érigés. Les ovaires des fleurs femelles petites jaunâtres, produisent une graine chacune mais réunies en grappes.
Le fruit est un calybion, une sorte de fruit en capsule typique des Fagaceae. Le calybion ressemble à un gland ovoïde ou trigonal; la cupule (la capsule) est dure comme celle de la faîne.